# Overcompensate
«Overcompensate» es una canción del grupo estadounidense Twenty One Pilots, publicada el 29 de febrero de 2024 mediante el sello Fueled by Ramen como el primer sencillo del álbum Clancy. La canción fue producida y escrita por Tyler Joseph y Paul Meany.

## Lanzamiento
El 15 de febrero de 2024, las portadas de los álbumes Vessel (2013), Blurryface (2015), Trench (2018) y Scaled and Icy (2021) fueron actualizadas en los servicios de streaming para aparecer parcialmente cubiertas con cinta roja. Adicionalmente, varios fanáticos recibieron correo enviado por la "Municipalidad Sagrada de Dema", una ciudad distópica ficticia en la trama introducida en el disco Trench. El correo contenía páginas del diario del protagonista de la historia, Clancy, quien declaró que con el "nuevo poder de la psicoquinesis", él "ya no se siente impotente" e insinuó que quería cruzar un estrecho y "crear un infierno" junto con los "Banditos", una rebelión que opera en el continente metafórico de Trench. Una nueva ubicación llamada "Estrecho Paladin", situada entre el continente y una pequeña isla llamada "Voldsøy", fue revelada en un mapa adjunto al correo, así como un patrón críptico 2-2-9, llevando a los fanáticos a creer que un nuevo tema sería lanzado el 29 de febrero. Esta fecha fue posteriormente respaldada cuando un episodio de BBC Radio 1 Future Sounds llamado "Twenty One Pilots Hottest Record" estaba programado para emitirse el mismo día. El 22 de febrero, la banda publicó un corto video titulado "I Am Clancy" en redes sociales, que resumía la trama, incluyendo los intentos de Clancy de escapar de Dema, unirse a los Banditos, ser capturado por los obispos de Dema y escapar a Voldsøy antes de obtener un poder especial para tomar control de personas recientemente fallecidas. El video terminó con Clancy anunciando que él estaría "regresando a Trench". El 28 de febrero, la banda anunció oficialmente en redes sociales que "Overcompensate", junto con su video musical, sería lanzado al día siguiente.

## Video musical
El videoclip, dirigido por Mark C. Eshleman y filmado principalmente en el Athenaeum Theatre en Columbus, Ohio, se estrenó junto con la canción el 29 de febrero de 2024. Este comienza con ilustraciones y escenarios relacionados con la mitología creada por la banda (coincidiendo con las voces en alemán, francés y español al inicio de la canción). Luego muestra al dúo tocando en un lugar de música, que comienza a llenarse de gente conocida como los "ciudadanos de Dema", todos sin mostrar emoción alguna. Joseph, interpretando a Clancy, luego presentó imágenes de sus diarios junto con mapas de la ciudad a los ciudadanos, antes de desmayarse ya que el video revela que el cuerpo físico en el lugar ya estaba muerto y era de otra persona. Fue poseído por Clancy, quien llega junto con el Portador de la Antorcha, interpretado por Dun, a una isla, presumiblemente el continente de "Trench".

## Lista de canciones
| N.º | Título                  | Duración |  |
| 1.  | «Overcompensate»        | 3:56     |  |
| 2.  | «Overcompensate» (edit) | 3:11     |  |

## Posicionamiento en listas

### Semanales
| País (Lista 2024)                           | Mejor posición |
| ------------------------------------------- | -------------- |
| Estados Unidos (Rock & Alternative Airplay) | 23             |
| Estados Unidos (Rock & Alternative Songs)   | 7              |